# تجرك بايين (أبعلي)
تجرك بايين (بالفارسية: تجرک پایین) هي قرية تقع في إيران في Abali Rural District.